# Ctenodecticus ramburi
Ctenodecticus ramburi är en insektsart som beskrevs av Morales-agacino 1956. Ctenodecticus ramburi ingår i släktet Ctenodecticus och familjen vårtbitare. Inga underarter finns listade i Catalogue of Life.